# 上村文乃
上村 文乃（かみむら あやの、1990年11月8日 - ）は、日本のチェリスト。株式会社ジャパン・アーツ（マネジメント）所属。

## 人物・来歴
3歳よりピアノ、6歳より桐朋学園子供のための音楽教室にてチェロをはじめる。
2009年、桐朋女子高等学校音楽科を首席で卒業、同年 桐朋学園大学ソリスト・ディプロマ・コースに進学し、毛利伯郎、堤剛に師事する。2012年3月 東京文化会館のリサイタルを皮切りに、スカウトされ、株式会社ジャパン・アーツ（マネジメント）に所属する。その後、読売日本交響楽団、東京フィルハーモニー交響楽団など、数々のオーケストラと共演する。
2014年9月より、明治安田奨学金制度にてドイツのハンブルク音楽演劇大学に留学し、アルト・ノラスに師事する。その後、文化庁新進芸術家海外研修生、公益財団法人ロームミュージックファンデーション奨学金制度を受け、2016年 バーゼル音楽院に留学し、イヴァン・モニゲッティに師事する。スイスでは、バーゼルシンフォニーオーケストラとの共演などのソロ活動にとどまらず、CELLO NACHTのメンバーとしてソル・ガベッタとの共演や、弦楽四重奏で現代曲の演奏なども行っている。イヴァン・モニゲッティの退官特別演奏会では、同氏指揮の下ソリストを務めた他、ミュシャー・マイスキー、アルト・ノラスと室内楽で共演を果たす。
日本においては、千住真理子、樫本大進、仲道郁代、上原彩子、横山幸雄、NHK交響楽団コンサートマスターの篠崎史紀など日本を代表する演奏家と共演。室内楽においては、米元響子、菊池洋子の両氏とピアノトリオ「トリパルティ」を結成し、ヨーロッパ・日本を中心に活躍中。その他、バレエ団との共演や、弦楽四重奏、現代音楽と日本の伝統芸能である能楽とのコラボレーションなど、さまざまな形態にも取り組んでいる。
モダンチェロの演奏以外にも古楽に対する知識の必要性を感じ、バーゼル・スコラ・カントルム（古楽科）にて古楽器の第一人者であるクリストフ・コワンの教えを受けている。2018年には、ベルギーの古楽器奏者シギスヴァルト・クイケンと共演。翌年には自身の古楽アンサンブル「MUSIC AMICI」を創設。2020年には、スイス・バーゼルにて、デビューコンサートを行う。バッハ・コレギウム・ジャパンのバロックチェロ奏者としても活動を開始し、活躍の場を広げている。

## コンクール歴
- 第2回泉の森ジュニアチェロコンクール 小学生部門銀賞
- 第4回泉の森ジュニアチェロコンクール 中学生部門銀賞
- 第7回日本演奏家コンクール 弦楽器中学生部門1位および芸術賞
- 第15回日本クラシック音楽コンクール 全国大会中学生部門にて最高位
- 第5回東京音楽コンクール チェロ部門第2位[7]
- 第4回ルーマニア国際音楽コンクール 弦楽器部門第1位およびルーマニア大使館賞
- 第80回日本音楽コンクール チェロ部門第2位[8]
- 第65回全日本学生音楽コンクール チェロ部門大学の部第1位[9]および日本放送協会賞
- トレヴィーゾ国際音楽コンクール 第1位
- インディアナポリス国際バロックコンクール 第1位[10]

## 受賞歴
- いしかわミュージックアカデミーにて IMA音楽賞
- 第13回宮崎国際音楽祭 マスタークラスにて優秀賞
- 第14回宮崎国際音楽祭 マスタークラスにて優秀賞
- 第15回宮崎国際音楽祭 マスタークラスにて優秀賞
- 第30回霧島国際音楽祭にて 霧島国際音楽賞
- The Okura Tokyoにて 第23回ホテルオークラ音楽賞[11]
- 第22回齋藤秀雄メモリアル基金賞[12]

## 師事歴
- 毛利伯郎
- 原田幸一郎
- 徳永二男
- 堤剛
- アルト・ノラス
- イヴァン・モニゲッティ（英語版）
- クリストフ・コワン（古楽器）

## 出演歴
ラジオ
- NHK-FM リサイタル・ノヴァ
- NHK-FM ラジオ深夜便
- NHK-FM クラシック・サロン
- NHK-FM ベストオブクラシック
- TOKYO FM MUSIC BIRD プロデューサーの部屋

テレビ
- テレビ朝日 題名のない音楽会[13][14]
- Eテレ おんがくの おもちゃばこ[15]
- NHK クラシックTV[16]
- NHK BSプレミアム クラシック倶楽部[17]

## 雑誌掲載
- 弦楽専門誌 ストリング
- 音楽の友[18][19]（株式会社音楽之友社）
- MOSTLY CLASSIC（モーストリー・クラシック）

など